# Stefania satelles
Stefania satelles és una espècie de granota que es troba a Veneçuela.